# 宝永大喷发

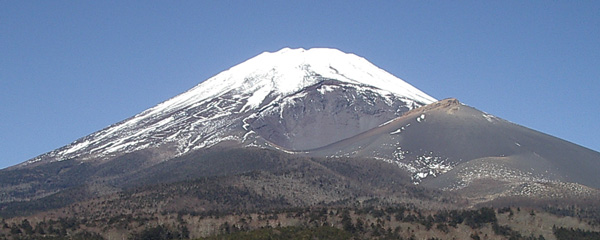
從富士山東麓的裾野市看到的寶永山和寶永第一噴發口

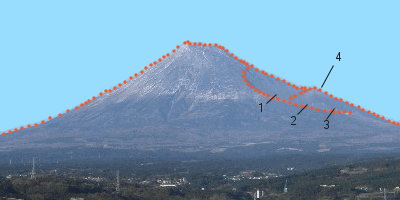
從南面看到的富士山寶永噴發口。圖說：①第一噴發口，②第二噴發口，③第三噴發口，④寶永山

宝永大噴發，是指日本最大的活火山富士山在宝永四年（1707年）的一次大规模喷发。此次喷发在富士山东南斜面新造成了一个寄生火山——宝永山。 这是江户时代富士山唯一一次大规模喷发，與平安時代的延历大喷发、贞观大喷发合称为日本历史上富士山三大喷发。
宝永大噴發的特徵是：雖然該次噴發產生了大量火山灰，並堆積在離火山有100公里遠的江戶（約為現今的東京23區），但是並沒有熔岩流下。據估計該次噴發的噴出物高達8億m3。這次噴發發生於富士山的東南斜面，形成了3個噴發口。從上面開始依序為為第一、第二、和第三寶永噴發口；不過從山腳往上望，只有最大的第一噴發口比較顯眼。寶永大噴發後，富士山就未曾再噴發過。

## 富士山噴發史

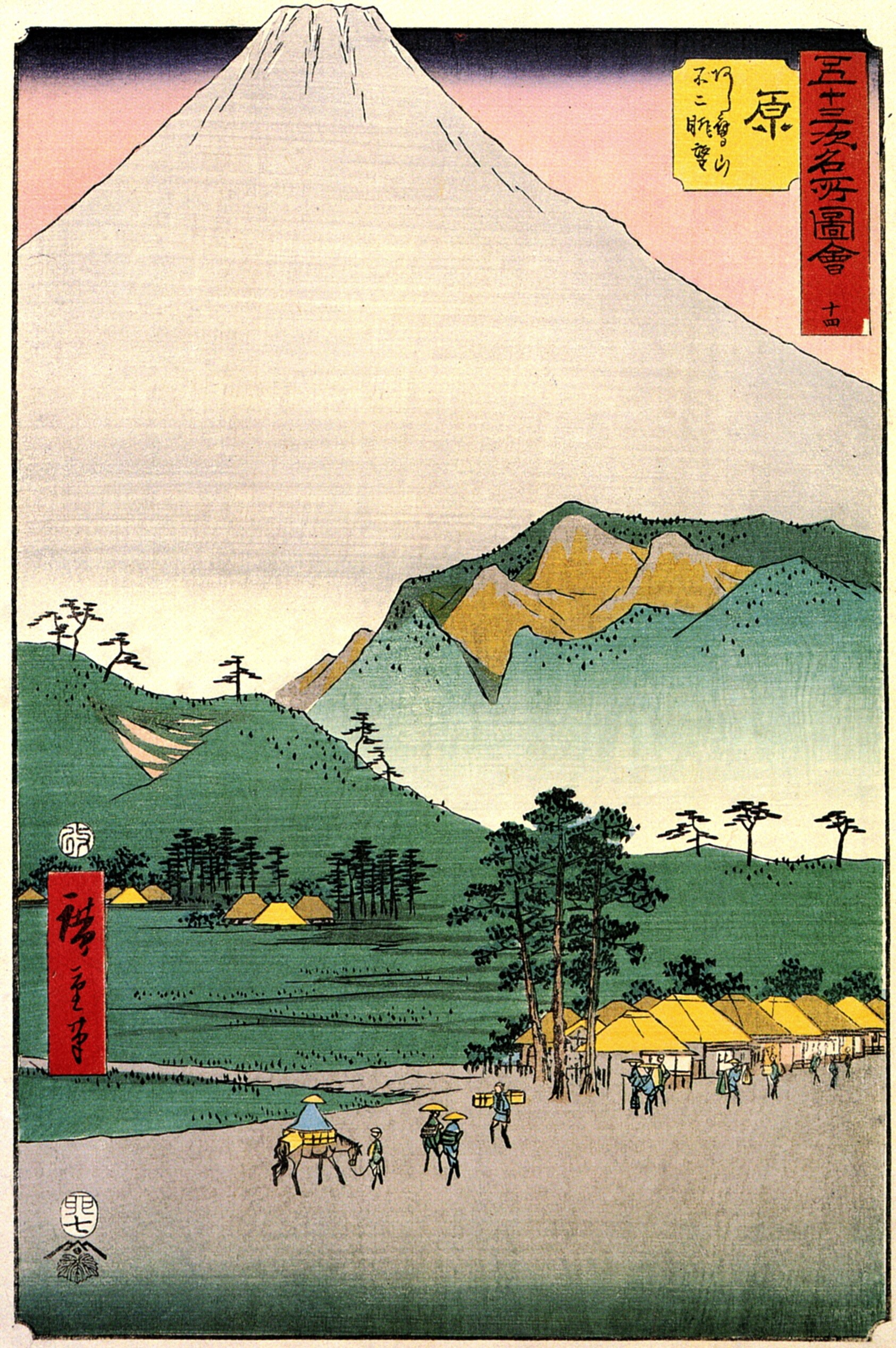
江戶時代畫家歌川廣重浮世繪作品中的寶永噴發口

富士山的火山活動分成3個時代。最古老的小御岳火山10萬年多前開始在現今富士山的所在地活動。其次是古富士火山，它8萬年前左右開始反覆地噴發，形成了大的山體。然後在1萬年前（也有一說是5000年前），火山活動轉移到了新富士火山，也就是現今的富士山。新富士火山的噴發特徵是：噴出大量的火山灰和火山彈等噴出物，以及熔岩和火山碎屑流的流動等。平安時代，火山活動特別活躍，在延曆19年至21年（800年至802年）這段期間內，大量的大量火山灰噴出。《日本後紀》記載此事件為延曆大噴發；864年從山腹流出大量的熔岩（青木原熔岩），產生了貞觀大噴發等噴發。此後富士山進入比較平靜的時期，只有小規模的噴發和噴氣活動等。

## 政治影响
噴發發生於江戶幕府第五代將軍德川綱吉統治時期（1680年～1709年）的末期。德川纲吉执政末期的政策争议很大，在火山喷发不久前的元禄8年(公元1602年)，幕府因为金银矿山开采枯竭和长崎方面奢侈品贸易大量入超的缘故，财政十分紧张。当时幕府将军德川纲吉在财政审计负责人荻原重秀提议下从市场上吸纳庆长年间铸造的金银良币，重铸成劣币，借以赚取差价，充实幕府财政。朱子学家新井白石在他的自传《折焚柴記》中援引儒学的天人感应说将火山爆发和不久前的地震等天灾解释为对纲吉行为的天谴。

## 寶永大噴發時間推移

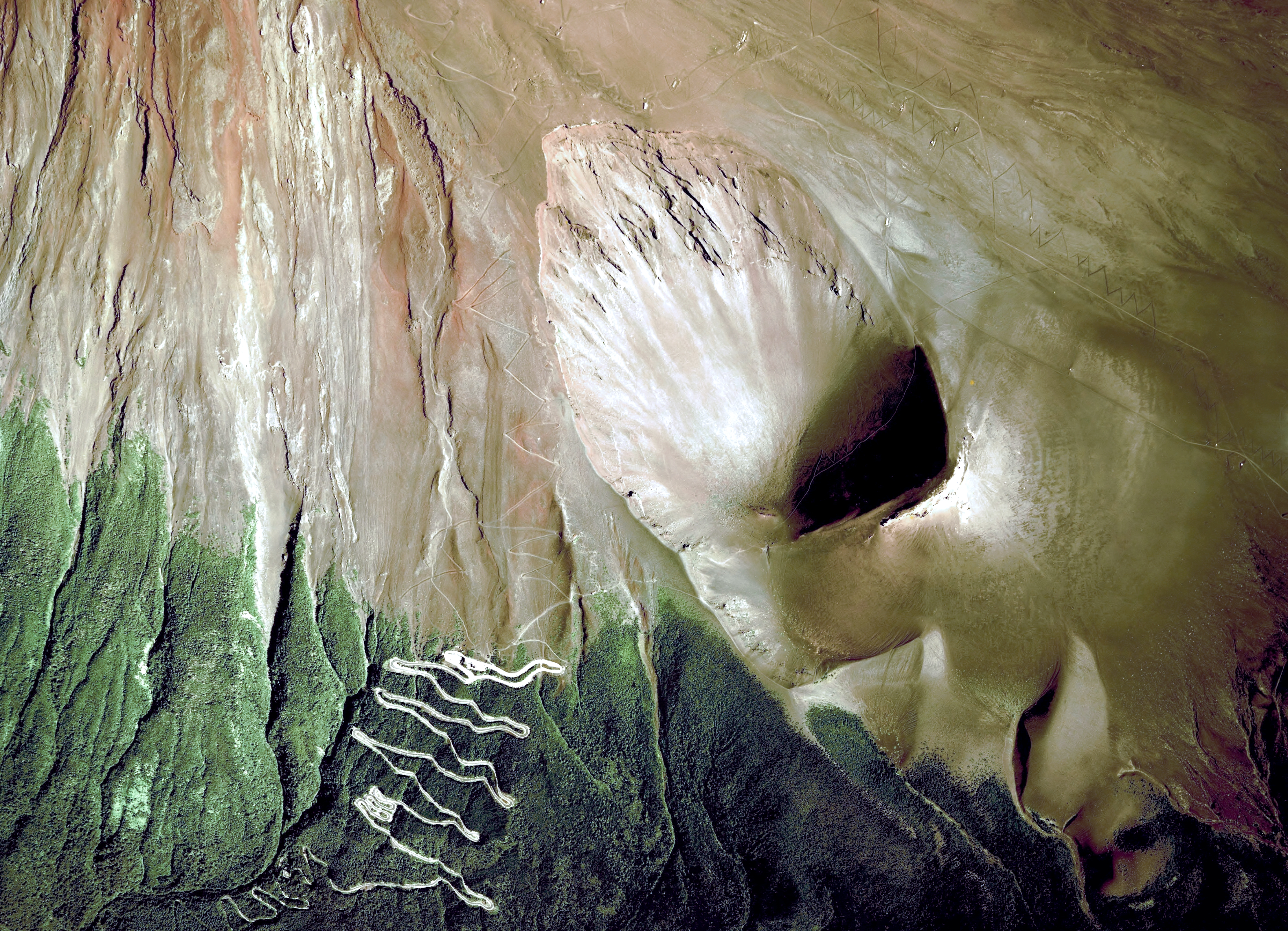
寶永山周邊的航空照片。圖中山坡上最大的凹陷地形是為第一噴發口，其右下角（東南方向）的尖峰即為寶永山。尖峰南方向東南方向分別是第二噴發口和第三噴發口。照片左方（西側）盤山公路的終點廣場是富士宮口五合目。該圖由1975年拍攝的兩張航空照片合成。
。

寶永大噴發開始於1707年12月16日（新曆）。以富士山的噴發規模來說，這次算是非常大的噴發。這次噴發的特徵包括噴發前的創記錄大地震，及火山灰散落在廣大範圍等。

### 宝永地震
在噴發開始前49日，即10月28日，發生了當時日本史上規模最大的地震（推算震級為8.6）寶永地震。這個地震由兩個定期引發巨大地震的震源區域——以遠州沖（今 靜岡縣濱松市近海）作為震源的東海地震，和把紀伊半島海面作為震源的南海地震——同時發生所引起。地震禍及至東海道、紀伊半島和四國，超過2萬人死亡，6萬間房屋倒塌，2萬間房屋被海嘯沖走。

### 開始噴發
寶永地震的餘震持續，從12月15日的夜晚開始在富士山的山麓一帶引發了數十次強烈地震。16日早上10點左右，富士山的東南斜面有像白雲般的東西翻滾並急速擴散，這是噴發的開始。富士山的東斜面散落大量高溫輕石，燒毀了房屋破壞了田地。黃昏時可以在噴煙中見到火柱，更可見到火山雷的閃電飛錯。

### 江戶的降灰
由為這次噴發，大量的火山灰也散落了江戶。當時在江戶居住的新井白石所著的《折焚柴記》就記載了落灰的情況。
|  | 昨晚地震，今午十二時在在有雷聲。及出家門，似乎降雪，細看乃下白灰。望見西南方黑色雲起，雷電閃閃。 |

江戶從前一晚開始也有可感地震。從上午開始聽見雷聲，西南天空黑雲擴散，江戶的天空下了像雪一樣的白灰。
同時因為大量的落灰，江戶的城市白天也變暗，必須點燭台照明。另外根據其他的資料，落灰的顏色由最初的灰色變成了黃昏時黑色（伊藤佑賢『伊藤志摩守日記』）。
2日後的18日（農曆十一月二十五日）仍有記載「黑灰降落不絕」的情況。在這應留意的，是火山灰由最初的「白灰」變成傍晚時的「黑灰」。這是噴發時火山灰成分改變的證據。根據當時文獻，這時江戶累積的火山灰厚度為二寸至四寸（5～10cm）；不過，推斷實際上要再薄一點。東京大學本鄉校園的發掘調查確定了薄薄的白灰上面累積了約2cm的黑火山灰。這些落灰乘著強風成為微塵，困擾了江戶市民一段長時間。當時的狂歌也吟詠了許多人不住咳嗽的情況。
|  | 這箇與同斯 且去又歸家 風正嘯嘯 知他或曰不知他 但咳卻無他 |

### 噴發過程
寶永大噴發是從1707年12月16日開始，1708年1月1日停止。 這期間噴發強度不一樣，最初4日噴發激烈，之後比較穩定且持續不斷。以下說明噴發的過程。 
- 12月16日： 從晌午前開始噴發。 噴火口的附近下降浮石，大量白火山灰下降到江戶。 下午3點左右較為穩定，但是從傍晚開始再一次激烈噴發。 從傍晚開始的降灰變黑色，噴火口附近下降火山渣。晚上也接連不斷地噴發。
- 12月17日： 早晨噴發漸微，之後從小田原到江戶整日斷斷續續地降灰。
- 12月18日： 和前一天一樣穩定，還有斷斷續續地噴火。江戶也降灰。
- 12月19日： 在江戶斷續的降灰接連不斷，穩定的期間多起來。
- 12月20日 - 30日： 噴火的頻度和降灰量減少。
- 12月31日： 到了晚上噴火又開始變得激烈。
- 1月1日： 黎明的爆炸被觀測到，之後噴發停止。

### 受灾地的情况
现在的神奈川縣御殿场市小山町，降下最大直徑3m的石頭（喷火初期），房屋和仓库被流出的岩漿（中期开始后期）覆盖，損失慘重。田地被火山渣和火山灰覆盖，渠道也被覆蓋，受灾地陷入了到严重的饥荒。当时的领主小田原藩实施了对受灾地食品供给的对策。在那里藩主大久保忠增对江户幕府申请了救济。成立了复兴灾地的基金，对全国的大名领地和天领强制捐款，作为受灾地救济的财源。可是得來40万两中的16万两，被幕府挪用了。

### 第二次災難

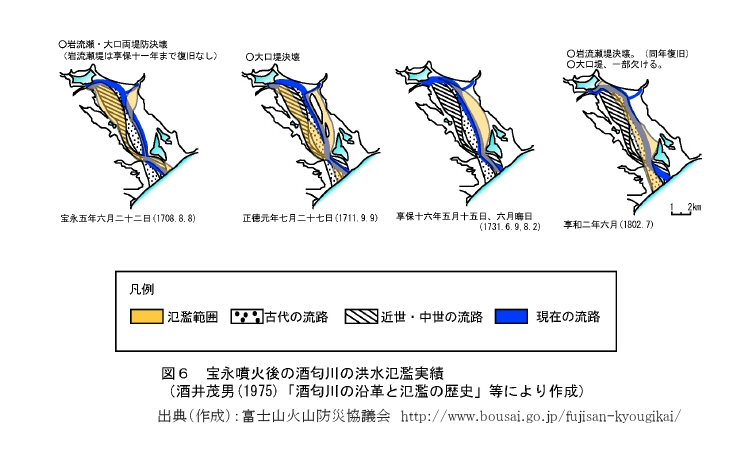
宝永噴發後的酒匂川洪水氾濫實況圖（出處：富士山防災協議会）

隨著噴發散落了的熱沙，覆蓋了富士山東側的廣闊耕地。農民們為了修復田地，就收集熱沙並扔進沙廢置場。沙廢置場造成大沙丘隨著雨水崩塌並流入河川，特別在酒匂川流域，流入的大量火山灰令河床上升，在各處形成了一堵堵的水壩很容易就會引起水災。噴發翌年的8月7日至次日，暴雨觸發了大規模的土石流，酒匂川的大口堤潰決，混雜了火山灰的濁流淹蓋了足柄平原。要修復這些田地也需要回收和處置火山灰。

## 寶永大噴發的特徵
寶永大噴發除了規模大以外，也提供了不少關於其火山噴發的種種意味深遠的情報。

### 與寶永地震的關係
這次噴發緊接在日本最大型地震之後發生。直到大地震之前富士山的火山活動都比較平穩，但大地震49日後就開始大規模噴發。把地震的震源域南海海槽往東北延伸出去的話，就會發現它通過駿河灣連接到富士山西麗的活斷層富士川河口斷層帶。寶永地震翌日在現今靜岡縣富士宮市附近發生大量餘震。

## 防災措施

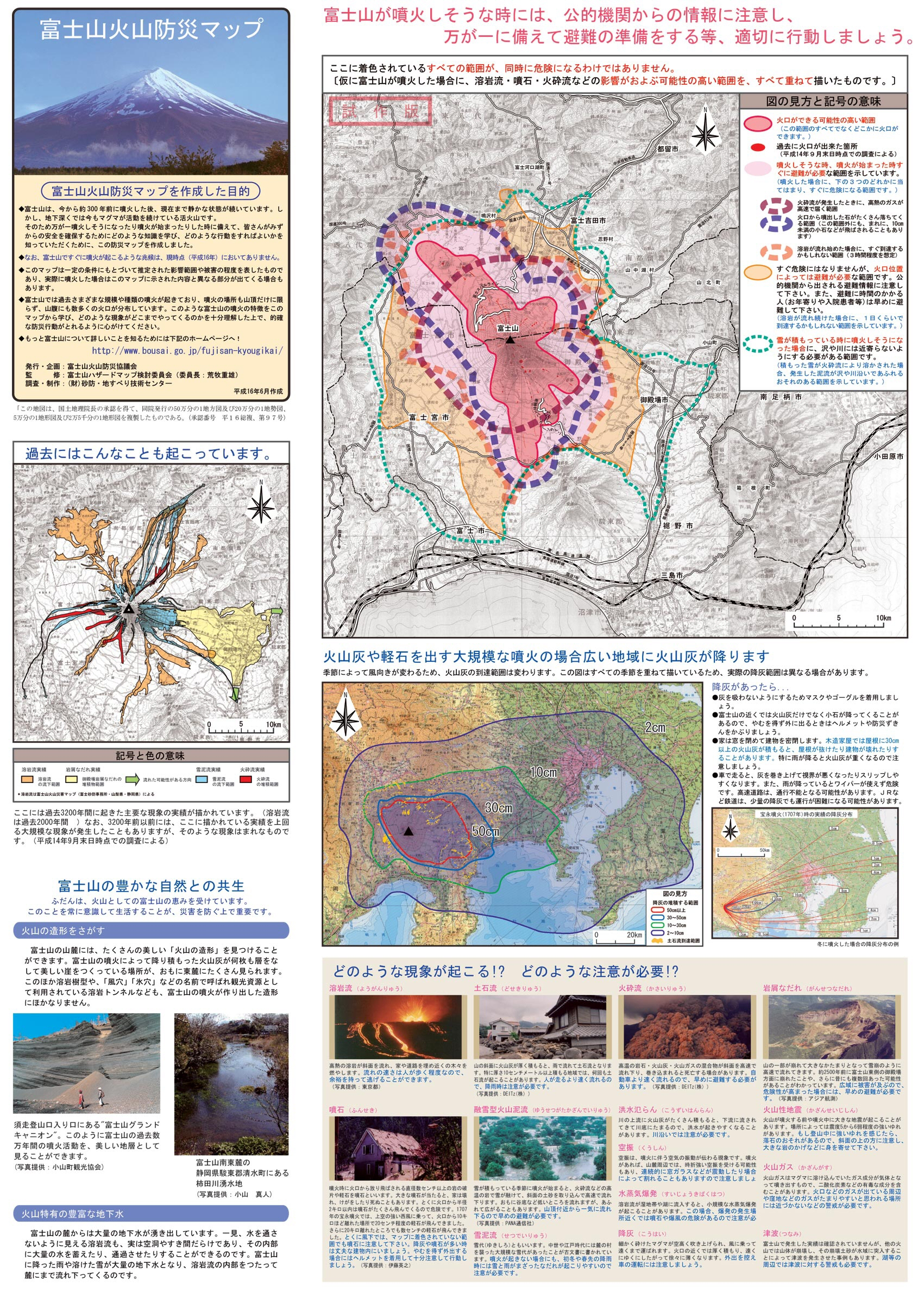
富士山火山防災地圖（出處：富士山防災協議會）左列正中間部分為過去熔岩流和岩屑流過的地區，右列的大圖是預測受災範圍，深粉紅色的部分是火山口可能出現的地帶，淺粉紅色部分是噴發前應該疏散的範圍

富士山一旦噴發，將對日本社會造成重大影響。日本政府已經成立富士山災害地圖檢討委員會，組織國家及地方專家學者來推演火山噴發時的避難方案。富士山災害地圖檢討委員會分別在2002年6月及2004年6月公佈中間報告與檢討報告書，内閣府防災部門官方網站上公佈相關的市町村地點。

## 外部連結
- 報告書（1707 富士山宝永噴火） （页面存档备份，存于） - 中央防災会議（日語）